# Batalla de Hingston Down
La batalla de Hingston Down tuvo lugar en 838 en Hingston Down en Cornualles entre una fuerza combinada de córnicos y vikingos por un lado, y sajones occidentales dirigidos por Egbert en el otro, con victoria de estos últimos.
El reino británico de Dumnonia, que abarcaba Devon y Cornualles, había sobrevivido hasta comienzos del siglo VIII, cuándo Devon fue conquistado por Wessex. Cornualles sobrevivió durante otro siglo más,, pero en 815 fue asolado por un ejército al mando de Egbert. En 838 los córnicos se aliaron con «una gran armada de barcos» vikingos para luchar contra los sajones del oeste, pero fueron derrotados en Hingston Down. Esta sería la última batalla recordada entre córnicos y sajones, y concluyó con la pérdida de la independencia de Cornualles. El último rey de Cornualles, Dungarth, murió en 875, pero se considera que fue un virrey sometido a Wessex.